# Bacra
Bacra (hebrejsky בצרה, v oficiálním přepisu do angličtiny Bazra, přepisováno též Batzra) je vesnice typu mošav v Izraeli, v Centrálním distriktu, v Oblastní radě Chof ha-Šaron.

## Geografie
Leží v nadmořské výšce 28 metrů v hustě osídlené a zemědělsky intenzivně využívané pobřežní nížině, respektive Šaronské planině. Východně od obce prochází vádí Nachal Poleg, do kterého skrz vesnici od jihu přitéká vádí Nachal Ra'anana.
Obec se nachází 5 kilometrů od břehu Středozemního moře, cca 18 kilometrů severoseverovýchodně od centra Tel Avivu, cca 66 kilometrů jihojihozápadně od centra Haify a 4 kilometry severně od města Ra'anana. Společně se sousedními vesnicemi Bnej Cijon a Charucim vytváří jeden souvislý urbanistický celek obklopený v okruhu 2 kilometrů zemědělsky využívanou krajinou. Bacru obývají Židé, přičemž osídlení v tomto regionu je etnicky převážně židovské.
Bacra je na dopravní síť napojena pomocí lokální silnice číslo 5511 , jež ústí severovýchodně od obce do severojižní dálnice číslo 4.

## Dějiny
Bacra byla založena v roce 1946. Zakladateli vesnice byla skupina demobilizovaných židovských vojáků, kteří během druhé světové války sloužili v britské armádě. Osadu pojmenovali Bacra podle iráckého města Basra, ve němž během války sloužili. Po návratu z války jim byla nabídnuta tato lokalita pro zřízení vesnice. První osadníci se sem nastěhovali 1. srpna 1946.
V počátečních dvou letech osadníci čelili těžkým podmínkám, většině chyběly zkušenosti se zemědělstvím. Po válce za nezávislost v roce 1948 rozšířil mošav plochu svého katastrálního území a začala výstavba prvních deseti trvalých domů. Zatímco původní provizorní obydlí se nacházela východně od dnešní dálnice číslo 2, definitivní místo mošavu bylo tehdy přesunuto na západ od této silnice. Koncem roku 1948 s nástupem masivní přistěhovalecké vlny do Izraele, bylo nutné urychlit tempo výstavby mošavu a stavební společnost Amidar zde proto zbudovala několik hromadných ubikací. Tehdy se tu usadila početná skupina Židů z Československa.
Před rokem 1949 měl mošav Bacra rozlohu katastrálního území 500 dunamů (0,5 kilometru čtverečního).
V letech 1952-1954 do vesnice dorazila další skupina nových osadníků, tentokrát z řad starousedlých Izraelců napojených na hnutí me-ha-Ir le-kfar (מהעיר לכפר) - „Z města na vesnici“. Roku 1954 byla dokončena výstavba 75 zemědělských usedlostí. V letech 1954-1955 populaci Bacry obohatil příchod Židů z Maroka. Roku 1974 prošel mošav prvním stavebním rozšířením. Další expanze proběhla v 90. letech 20. století a sestávala cca z 90 domů. Místní ekonomika je založena na zemědělství (zejména pěstování citrusů).

## Demografie
Podle údajů z roku 2014 tvořili naprostou většinu obyvatel v Bacra Židé (včetně statistické kategorie "ostatní", která zahrnuje nearabské obyvatele židovského původu ale bez formální příslušnosti k židovskému náboženství).
Jde o menší sídlo vesnického typu s dlouhodobě rostoucí populací. K 31. prosinci 2014 zde žilo 1121 lidí. Během roku 2014 populace stoupla o 1,7 %.
| Rok            | 1948 | 1961 | 1972 | 1983 | 1995 | 2001 | 2003 | 2004 | 2005 | 2006 | 2007 | 2008 | 2009 | 2010 | 2011 | 2012 | 2013 | 2014 |
| -------------- | ---- | ---- | ---- | ---- | ---- | ---- | ---- | ---- | ---- | ---- | ---- | ---- | ---- | ---- | ---- | ---- | ---- | ---- |
| Počet obyvatel | 71   | 444  | 375  | 389  | 495  | 634  | 698  | 745  | 820  | 868  | 902  | 964  | 1039 | 1104 | 1143 | 1141 | 1102 | 1121 |